# Wanha Satama

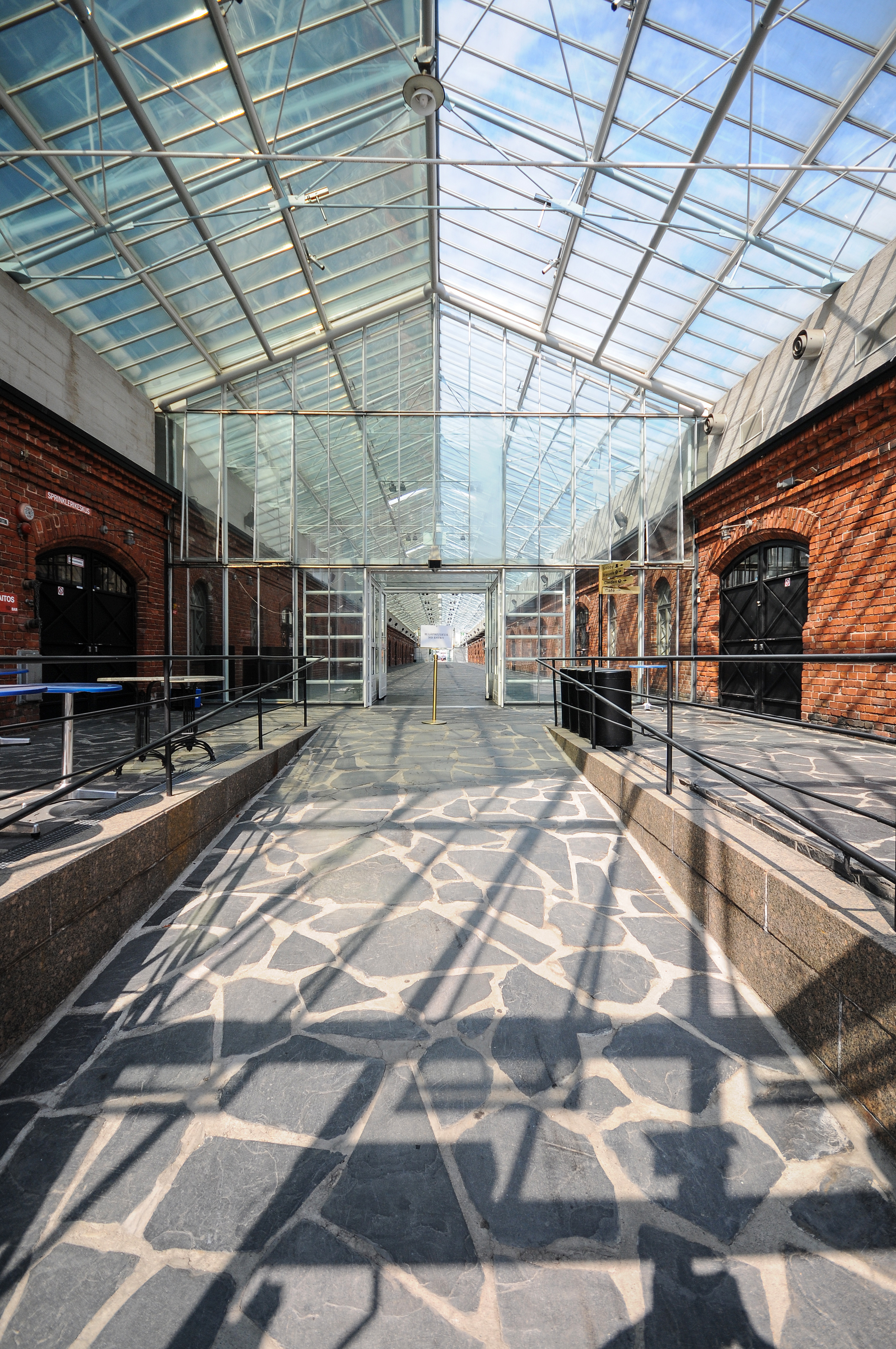
Südeingang zur Wanha Satama

Wanha Satama (finn. für „alter Hafen“) ist ein Ausstellungszentrum im Stadtteil Katajanokka von Helsinki und wird für verschiedene Veranstaltungen wie Messen, Seminare und Bankette genutzt. Wanha Satama wird von Helsingin Messut Oy, einer Tochter der finnischen Messegesellschaft, betreut und beschäftigt 27 Mitarbeiter. 
Wanha Satama befindet sich auf der Halbinsel Katajanokka im gleichnamigen Stadtbezirk östlich des Stadtzentrums der finnischen Hauptstadt. Das Backsteingebäude stammt aus dem 19. Jahrhundert. 1984 war die Umgestaltung des alten Hafengebäudes durch Heikkilä & Kauppinen als Ergebnis aus einem Architektenwettbewerb hervorgegangen. In den 1990er Jahren wurde das Hafengebäude zum Ausstellungszentrum umgebaut. Der Mittelbereich ist vollständig verglast worden. 
In unmittelbarer Nähe des Ausstellungszentrums befindet sich die Anlegestelle der Fähren von Viking Line und die Endhaltestelle der Straßenbahnlinie 4.